# Edmund Bałuka
Edmund Bałuka (né le 4 juin 1933 à Machnówka, près de Krosno, et décédé à Varsovie le 8 janvier 2015) est un militant polonais de l'opposition démocratique de la période communiste en Pologne.

## Biographie
Il a fait l'Académie maritime d'État à Gdynia. Il a travaillé comme machiniste à bord de navires polonais de la marine marchande, y compris la compagnie de transport maritime polonaise PLO. Dans les années 1958-1972 il a travaillé aux chantiers navals Adolf Warski de Szczecin.
En décembre 1970, il participe à la grève des ouvriers sur les chantiers navals qui évoluèrent en émeutes violemment réprimées, il est membre du Comité de grève de la ville, et l'un des leaders de la grève, qui aboutit à la destitution de Gomulka. Très vite, la grève prend une tournure politique. Des extrémistes et des provocateurs infiltrés par la police transforment le mouvement en émeute, dont la répression fera 42 morts. La leçon ne sera pas oubliée et en août 1980, Lech Wałęsa prendra soin de ne pas commettre les mêmes erreurs. L'accord de Gdansk, signé le 31 août 1980, sera conclu en permettant tout ce que Bałuka revendiquait, dont la liberté syndicale. 
En janvier 1971, Bałuka est organisateur et chef de la deuxième grève à l'usine. En 1972, il est président du conseil régional de l'Union syndicale des travailleurs de la métallurgie à Szczecin au VIIe Congrès du Conseil central des syndicats à Varsovie et est le seul à voter contre la loi, qui a confirmé la subordination des syndicats du Parti. Ce vote le contraint à l'exil.
Les années 1973-1981, il les passe en exil. En avril 1981, il décide de retourner en Pologne, menacée par la guerre civile, grâce à un faux passeport français, et il est emprisonné par le général Wojciech Jaruzelski ; il est libéré de prison en 1984, en vertu de l'amnistie. Dans les années 1985-1989, il est encore en exil (surtout en France). En 1981, il fonde le Parti ouvrier socialiste polonais, et dès 1989, il fait partie du syndicat Solidarność.,